# شورقشلاق
شورقشلاق یکی از روستاهای استان آذربایجان شرقی است که در دهستان چاراویماق شرقی بخش شادیان شهرستان چاراویماق واقع شده‌است.این روستا ۱۵۰ نفر جمعیت دارد.